# Мечеть ас-Сакийя
Мечеть аль-Садийя (араб. مسجد السقيا‎, ) — мечеть в города Медина в Саудовской Аравии

## История
Мечеть аль-Садийя была названа в честь колодца Сукья, принадлежащего Са'д ибн Аби Ваккасу. Она была построена при жизни пророка Мухамеда после его победы в битве при Бадре. Хадисе есть рассказ о омовении пророка водой из колодца расположенного поблизости от Сукья, прежде чем он отправится на битву. На месте где была построена мечеть пророк написал суру Аль-Анфаль. Также в этой мечети по просьбе Аббаса бен Абдула Мутталиба Умар ибн аль-Хаттаб впервые провел молитву Истиклаа (молитва за дождь).

## Описание
Мечеть аль-Садийя находится на нынешнем железнодорожном вокзале Анбарии. Эта небольшая мечеть имеет три купола.   Ширина мечети 56 метров. Он имеет элементы стиля архитектуры Омейядов. Мечеть была реконструирована во время правления короля Фахда ибн Абдулы-Азиза Аль Сауда.